# Jacob Christian Schäffer
Jakob o Jacob Christian Gottlieb Schäffer o Schäffern (30 de mayo de 1718 en Querfurt - † 5 de enero de 1790 en Ratisbona) fue un religioso alemán, profesor, botánico, micólogo, entomólogo, ornitólogo e inventor.

## Biografía
Schäffer comenzó sus estudios en el Liceo Poeticum. Del 1736 al 1738 estudió teología en la Universidad de Halle antes de convertirse en profesor en Ratisbona. En 1760, la Universidad de Wittenberg le concedió el título de doctor en filosofía y la Universidad Eberhard-Karls de Tübingen le recompensó con el título de Doctor of Divinity. En 1779, se convirtió en jefe de la "municipalidad" evangélica y pastor en Ratisbona.

## Trabajos

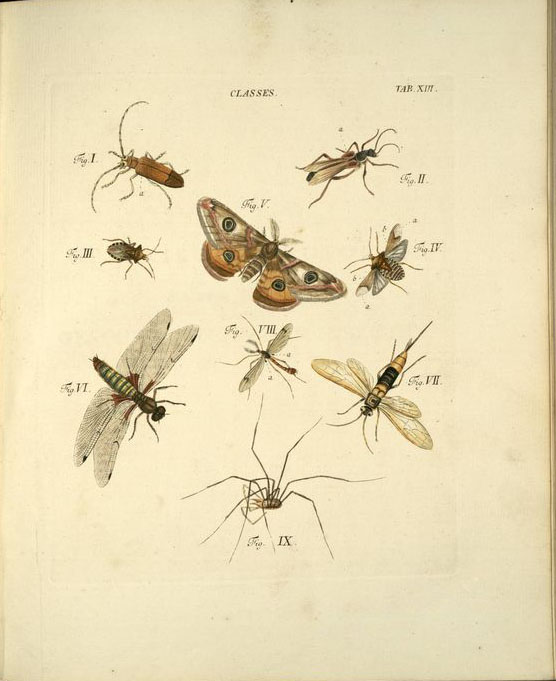
Láminas de Elementa entomologica

- En 1759, Schäffer publicó Erleichterte Artzney-Kräuterwissenschaft, un manual de botánica y de los efectos medicinales de las plantas dirigido a médicos y farmacéuticos.
- Desde 1762 a 1764, escribió cuatro volúmenes con gran riqueza ilustrativa, de micología, Natürlich ausgemahlten Abbildungen baierischer und pfälzischer Schwämme, welche um Regensburg wachsen.
- En 1774, escribió Elementa Ornithologica, en el que proponía un sistema de clasificación de aves basado en la estructura de sus patas. Este trabajo tuvo su continuación en 1779 con Museum Ornithologicum, en el que describe las aves de su colección.
- En 1779, Schäffer publicó en tres volúmenes Icones insectorum circa ratisbonam indigenorum coloribus naturam referentibus expressae, que incluía 280 grabados de cobre, coloreados a mano, que ilustraban aproximadamente 3.000 insectos. En 1789 le siguió una introducción a la entomología denominada Elementa entomologica.

### En historia natural
- Nachricht von einer Raupe, so etliche Jahre her an manchen Orten in Sachsen vielen Schaden gethan; nebst einigen aus der Natur dieser Raupe hergeleiteten Vorschlägen, solche am leichtesten zu verringern und auszurotten; auf Verlangen entworfen und dem Druck überlassen. Regensburg: Emanuel Adam Weiß (1752)

- Die Armpolypen in den süßen Wassern um Regensburg entdecket und beschrieben. Regensburg: Weiß (1754)

- Neuentdeckte Theile an Raupen und Zweyfaltern. Nebst der Verwandlung der Hauswurzraupe zum schönen Tagvogel mit rothen Augenspiegeln. Regensburg: Weiß (1754)

- Der Afterholzbock vormals in einem lateinischen Sendschreiben an den Herrn von Reaumur itzo in deutscher Sprache beschrieben; Und mit einer Nachricht von der Frühlingsfliege mit kurzen Oberflügeln begleitet. Nebst einer Kupfertafel mit Figuren in Farben. Regensburg: Weiß (1755)

- Die Blumenpolypen der süßen Wasser beschrieben und mit den Blumenpolypen der salzigen Wasser verglichen; nebst drey Kupfertafeln mit Figuren in Farben. Regensburg: Weiß (1755)

- Der krebsartige Kiefenfuß mit der kurzen und langen Schwanzklappe. Regensburg: Weiß (1756)

- Das fliegende Uferaas oder der Haftt wegen desselben am 11ten Augustmon. an der Donau, und sonderlich auf der Steinernen Brücke, zu Regensburg ausserordentlich häufigen Erscheinung und Fluges. Regensburg: Zunkel (1757)

- Verschiedene Zwiefalter und Käfer mit Hörnern Nebst drey Kupfertafeln mit Figuren in Farben. Regensburg: Zunkel (1758)

- Vorrede zum Werk Onomatologia historiae naturalis Completa oder vollständiges Lexicon das alle Benennungen der Kunstwörter der Naturgeschichte nach ihrem ganzen Umfang erkläret und den reichen Schatz der ganzen Natur durch deutliche und richtige Beschreibungen des nützlichen und sonderbaren von allen Thieren, Pflanzen und Mineralien sowohl vor Aerzte als andere Liebhaber in sich faßt. Zu allgemeinem Gebrauch von einer Gesellschaft naturforschender Aerzte nach den richtigsten Urkunden zusammengetragen. Vol. 1 bis 7. Ulm, Frankfurt am Main und Leipzig: Gaumische Handlung (1761 – 1777) (el prefacio de Schaffer incluye 40 pp.)

- Die Egelschnecken in den Lebern der Schaafe und die von diesen Würmern entstehende Schaafkrankheit. Zweyte Auflage. Regensburg, Neubauerische Schriften (1762)

- Fungorum qui in Bavaria et Palatinu circa Ratisbonam nascuntur icones nativis coloribus expressae. Regensburg: Verlag unbekannt (1762 und 1774).

- Die Sattelfliege. 2. Auflage. Regensburg: Neubaurische Schriften (1762)

- Das Zwiefalter oder Afterjuengferchen. 2. Auflage. Regensburg: Johann Leopold Montag (1763)

- Der wunderbare und vielleicht in der Natur noch nie erschienene Eulenzwitter, nebst der Baumraupe aus welcher derselbe entstanden. 2ª ed. Regensburg: Johann Leopold Montag (1763)

- Erläuterte Vorschläge zur Ausbesserung und Förderung der Naturwissenschaft. Regensburg: Johann Leopold Montag (1763 und 1764)

- Abhandlungen von Insekten. Regensburg: Johann Leopold Montag (1764 y 1779)

- Icones Insectorum circa Ratisbonam indigenorum coloribus naturam referentibus expressae. Regensburg: Zunkel (1766)

- Erleichterte Arzneykräuterwissenschaft. Nebst vier Kupfertafeln mit ausgemahlten Abbildungen. Zweyte Auflage. Regensburg: Johann Leopold Montag (1770) Digitalisierte Ausgabe der Universitäts- und Landesbibliothek Düsseldorf

- Erstere und fernere Versuche mit Schnecken nebst einem Nachtrage. Regensburg: Johann Christoph Keyser (1770)

- Elementa entomologica cum appendice; CXL. tabulae aeri incisae floridisque coloribus distinctae. Ratisbonae: Verlag unbekannt (1780)

### Escritos técnicos
- Die bequeme und der Wirthschaft in allen Rücksichten höchstvorteilhafte Waschmaschine. Wie solche in den damit gemachten Versuchen bewährt gefunden und, damit dieselbe um so sicherer und nützlicher gebraucht werden könne, hin und wieder abgeändert und verbessert worden. Regensburg: Zunkel (1766, Nachträge 1767 y 1768)

- Neue Versuche und Muster das Pflanzenreich zum Papiermachen und andern Sachen wirthschaftsnützlich zu gebrauchen. Nebst fünf Kupfertafeln. Regensburg: Verlag unbekannt (1767)

- Sr. Königl. Majest. zu Dännemark Rathes und Professors [...] Empfehlung, Beschreibung und erweiterter Gebrauch des sogenannten und zur Erspahrung des Holzes höchstvorteilhaften Bockofens. Regensburg: Johann Christoph Keyser (1770)

- Sämtliche Papierversuche. Sechs Bände. Zwote Auflage. Nebst ein und achtzig Mustern und dreyzehen theils illuminiren theils schwarzen Kupfertafeln. Regensburg: Zunkel (1772)

- Versuche mit dem beständigen Electricitätträger. Vier Abhandlungen mit sieben Kupfertafeln. Regensburg: Johann Leopold Montag (1780)

### Escritos de teología
- Schrifftmäßiger Beweiß, daß Christus an keinem Mittwoch, sondern an einem Freytag gestorben, und folglich nicht drey vollige Tage und drey völlige Nächte, sondern nur bis am dritten Tage im Grabe gelegen ist. Regensburg: Zunkel (1746)

- Jacob Christian Schäffers, der evang. Gemeinde zu Regensburg Pastors und Superintendents, E. H. E. Consistorii Assessoris primari und Scholarchens, Sr. königl. Majestät in Dännemark, Norwegen und Raths und Professors Antrittspredigt, welche am 1. Sonntage nach Trinitatis als dem gewöhnlichen Buß-Bet- und Festtage in der neuen Pfarre gehalten worden. Nebst desen Präsentationsrede an das sämtliche W. E. Ministerium. Regensburg: Verlag unbekannt (1779)

- Schaeffer, Jacob Christian: Eintrag im Konsistorialprotokoll. In: ELKA Regensburg N.º. 52, Beilage FF.

- Vier Predigten vom Glauben nebst zwey Wochenpredigten über Texte der heiligen Schrift. Regensburg: Verlag und Jahr unbekannt

## Otros logros
Schäffer organizó un gabinete personal lleno de curiosidades, el Museo de Schaefferianum , abierto al público y que el escritor Goethe visitó en 1786 camino del viaje que le llevaría a Italia.
Fue miembro de numerosas sociedades científicas, como las de Gotinga, Mannheim, San Petersburgo, Londres, Upsala, etc Fue un miembro correspondiente de la Académie des sciences(Academia de las Ciencias Francesa) de París y se incorporó en 1757, a la Kaiserlich-Carolinische Akademie der Naturforscher, y dos años más tarde formó parte de la fundación de la Bayerischen Akademie der Wissenschaften de Múnich (Academia bávara de ciencias y humanidades). Schäffer mantuvo correspondencia con muchos naturalistas incluyendo Carl von Linné (1707-1778) y René Antoine Ferchault de Réaumur (1683-1757).
La historia natural no fue el único campo científico en el que se interesó, llevó a cabo experimentos en electricidad, colores, y óptica y sigue siendo conocido por su elaboración de prismas y lentes. Inventó un modelo primitivo de lavadora, para la que publicó sus diseños en 1767:Die bequeme und höchstvortheilhafte Waschmaschine. Otras de su invenciones incluyen una sierra, hornos, etc, también se interesó por la fabricación de papel y entre 1765 y 1771 se publicaron los resultados de sus observaciones en Versuche und Muster, ohne alle Lumpen oder doch poner EINEM geringen Zusatze derselben, Papier zu machen, en la que examinó en particular la fabricación de papel utilizando diversas plantas como el álamo y el musgo, que no podrían haber sido utilizadas por la industria de la pasta de papel sin su experimentación.
Existen once registros de sus identificaciones y nombramientos de especies nuevas.
- La abreviatura «Schaeff.» se emplea para indicar a Jacob Christian Schäffer como autoridad en la descripción y clasificación científica de los vegetales.[2]

## Abreviatura (zoología)
La abreviatura Schaeffer  se emplea para indicar a Jacob Christian Schäffer como autoridad en la descripción y taxonomía en zoología.